# Torgny Peterson
Jan Oskar Torgny Peterson, född 1 december 1946, är en svensk journalist och narkotikapolitisk lobbyist knuten till Hassela solidaritet och anställd av Hassela Gotland AB.. Peterson tidigare direktör för ECAD (European cities against drugs). 
Peterson tilldelades Svenska Carnegie Institutets journalistpris 2003.

Peterson driver webbplatserna ReageraMera och ActNow. För detta erhöll Hassela Gotland AB år 2008 och 2009 en ersättning av Socialstyrelsen på 180 000 kr för ReageraMera respektive 200 000 kr för ActNow.